# Corgengoux
Corgengoux est une commune française située dans le département de la Côte-d'Or, en région Bourgogne-Franche-Comté.

## Géographie

### Climat
Pour des articles plus généraux, voir Climat de la Bourgogne-Franche-Comté et Climat de la Côte-d'Or.
En 2010, le climat de la commune est de type climat océanique dégradé des plaines du Centre et du Nord, selon une étude du Centre national de la recherche scientifique s'appuyant sur une série de données couvrant la période 1971-2000. En 2020, Météo-France publie une typologie des climats de la France métropolitaine dans laquelle la commune est dans une zone de transition entre le climat océanique altéré et le climat océanique altéré et est dans la région climatique  Bourgogne, vallée de la Saône, caractérisée par un bon ensoleillement (1 900 h/an), un été chaud (18,5 °C), un air sec au printemps et en été et des vents faibles. 
Pour la période 1971-2000, la température annuelle moyenne est de 11,1 °C, avec une amplitude thermique annuelle de 17,7 °C. Le cumul annuel moyen de précipitations est de 790 mm, avec 11 jours de précipitations en janvier et 7,4 jours en juillet. Pour la période 1991-2020, la température moyenne annuelle observée sur la station météorologique de Météo-France la plus proche, « Bragny sur Saône », sur la commune de Bragny-sur-Saône à 9 km à vol d'oiseau, est de 12,3 °C et le cumul annuel moyen de précipitations est de 845,9 mm,. Pour l'avenir, les paramètres climatiques de la commune estimés pour 2050 selon différents scénarios d'émission de gaz à effet de serre sont consultables sur un site dédié publié par Météo-France en novembre 2022.

## Urbanisme

### Typologie
Au 1er janvier 2024, Corgengoux est catégorisée commune rurale à habitat dispersé, selon la nouvelle grille communale de densité à 7 niveaux définie par l'Insee en 2022.
Elle est située hors unité urbaine. Par ailleurs la commune fait partie de l'aire d'attraction de Beaune, dont elle est une commune de la couronne,. Cette aire, qui regroupe 64 communes, est catégorisée dans les aires de 50 000 à moins de 200 000 habitants,.

### Occupation des sols
L'occupation des sols de la commune, telle qu'elle ressort de la base de données européenne d’occupation biophysique des sols Corine Land Cover (CLC), est marquée par l'importance des territoires agricoles (73,9 % en 2018), une proportion identique à celle de 1990 (73,9 %). La répartition détaillée en 2018 est la suivante : terres arables (58,2 %), forêts (18,7 %), prairies (15 %), zones urbanisées (7,4 %), zones agricoles hétérogènes (0,6 %). L'évolution de l’occupation des sols de la commune et de ses infrastructures peut être observée sur les différentes représentations cartographiques du territoire : la carte de Cassini (XVIIIe siècle), la carte d'état-major (1820-1866) et les cartes ou photos aériennes de l'IGN pour la période actuelle (1950 à aujourd'hui).

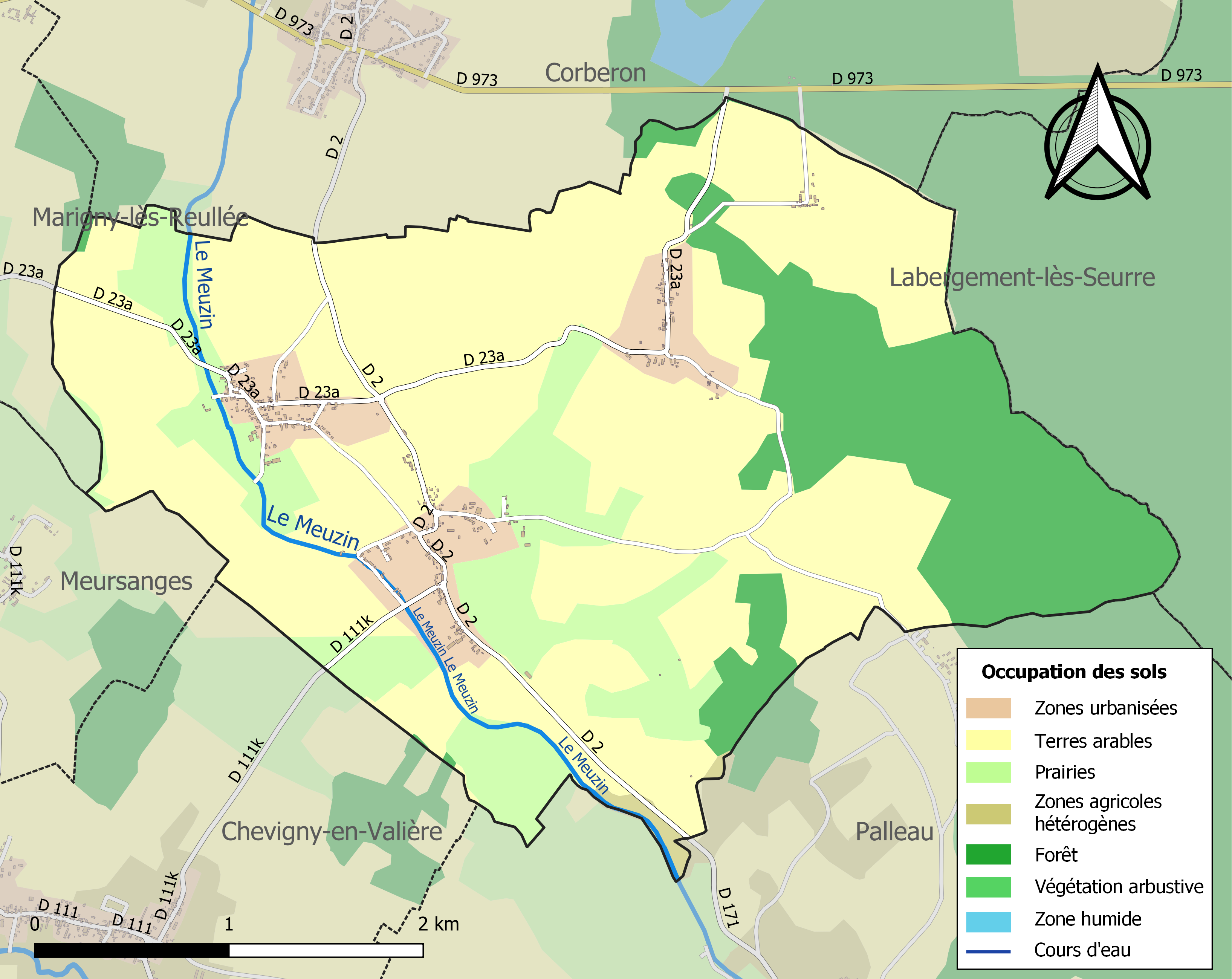
Carte des infrastructures et de l'occupation des sols de la commune en 2018 (CLC).

## Politique et administration
| Période                                  | Période   | Identité          | Étiquette | Qualité |
| ---------------------------------------- | --------- | ----------------- | --------- | ------- |
| avant 1995                               | ?         | Jacques Figon     | DVD       |         |
| mars 2001                                | mars 2008 | Dominique Carlier |           |         |
| mars 2008                                | en cours  | Pierre Brouant    |           |         |
| Les données manquantes sont à compléter. |           |                   |           |         |

## Démographie
L'évolution du nombre d'habitants est connue à travers les recensements de la population effectués dans la commune depuis 1793. Pour les communes de moins de 10 000 habitants, une enquête de recensement portant sur toute la population est réalisée tous les cinq ans, les populations de référence des années intermédiaires étant quant à elles estimées par interpolation ou extrapolation. Pour la commune, le premier recensement exhaustif entrant dans le cadre du nouveau dispositif a été réalisé en 2007.

En 2022, la commune comptait 381 habitants, en évolution de +0,53 % par rapport à 2016 (Côte-d'Or : +0,82 %, France hors Mayotte : +2,11 %).
| 1793 | 1800 | 1806 | 1821 | 1831 | 1836 | 1841 | 1846 | 1851 |
| ---- | ---- | ---- | ---- | ---- | ---- | ---- | ---- | ---- |
| 541  | 591  | 605  | 510  | 501  | 596  | 619  | 649  | 637  |

| 1856 | 1861 | 1866 | 1872 | 1876 | 1881 | 1886 | 1891 | 1896 |
| ---- | ---- | ---- | ---- | ---- | ---- | ---- | ---- | ---- |
| 647  | 617  | 624  | 612  | 606  | 545  | 523  | 516  | 451  |

| 1901 | 1906 | 1911 | 1921 | 1926 | 1931 | 1936 | 1946 | 1954 |
| ---- | ---- | ---- | ---- | ---- | ---- | ---- | ---- | ---- |
| 460  | 434  | 402  | 382  | 361  | 327  | 289  | 313  | 265  |

| 1962 | 1968 | 1975 | 1982 | 1990 | 1999 | 2006 | 2007 | 2012 |
| ---- | ---- | ---- | ---- | ---- | ---- | ---- | ---- | ---- |
| 259  | 240  | 207  | 234  | 250  | 283  | 329  | 336  | 385  |

| 2017 | 2022 | - | - | - | - | - | - | - |
| ---- | ---- | - | - | - | - | - | - | - |
| 368  | 381  | - | - | - | - | - | - | - |

## Lieux et monuments

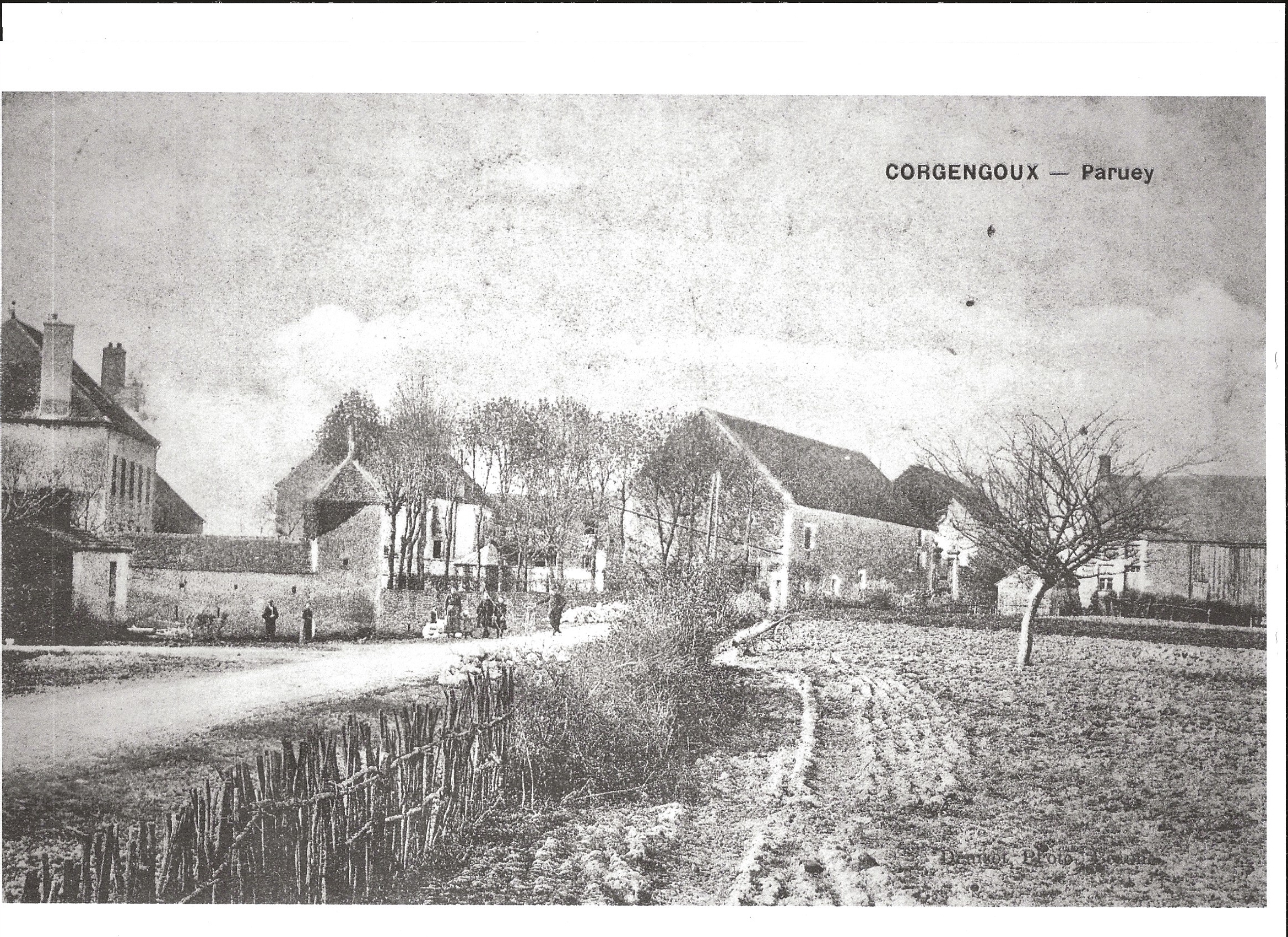

- Château de Parruey (Paruey à l'origine), route de Verdun, édifié entre 1800 et 1815 à l'emplacement d'un ancien relais de poste. En effet, au Moyen Âge, les terres de Parruey relèvent de la propriété de différents ordres religieux, avec l'hypothèse d'une possession vers 1165 par l'Ordre cistercien[16] avant qu'elles n'appartiennent au chapitre de l'Abbatiale Saint-Bénigne de Dijon jusqu'à la Révolution Française[17]. Jean-Chrétien de Macheco[18], marquis de Prémeaux, fils de Chrétien-Gaspard de Macheco, président du Parlement de Bourgogne, est le dernier seigneur de Corgengoux, Paruet, Mazerotte et Grosbois. En 1869[19], des fouilles archéologiques mettent au jour les restes d'une villa gallo-romaine incendiée[20] d'où seront notamment découverts des objets en terre de Samos, une hachette en jadéite et des médailles à l'effigie de Marc-Aurèle. Ces fouilles ont confirmé la proximité d'un ancien camp romain[21] longeant la Via Agrippa[22], au croisement entre La Sereine et La Bouzaise. Propriété du Général Labrune qui en fait sa demeure dès 1880[23], le Château reçoit notamment la visite du préfet Jean-Baptiste Phelut en 1908. Agrandi après la Séparation des Églises et de l'État, le corps de bâtiment principal est complété par un pigeonnier à clocheton (reconstruit depuis), et une aile de dépendances est ajoutée vers l'est avec pour certaines des grilles indépendantes et plusieurs cours traversantes. Le parc est surélevé et se trouve agrémenté d'un jardin à l'anglaise planté sous la direction de Paul Maupied, membre titulaire de la Société d'horticulture et de viticulture de Bourgogne[24],[25]. Le château se compose d'une large maison bourgeoise dans un parc[26] de 30 hectares[27] construite en deux étages sur soubassements, dont un sous combles (surmontées à l'origine par des fléchettes en cuivre), précédée par un jardin d'agrément et une cour d'honneur. Il reprend les codes de l'architecture traditionnelle de Bourgogne avec l'utilisation de dalles en pierre de Bourgogne, de marbres et d'une imposante charpente en chêne. Un ancien four à pain, des écuries aux portes frappées de l'écu des Valois-Bourgogne, deux puits et un bâtiment agricole avec son grenier à grains jouxtent le logis. Ces dernières façades d'apparence austères sont réalisées en pierre de taille et bordées de corniches. La présence de vignes[28], arrachées par la suite, est supposée sur le domaine au tournant du XXe siècle. Pendant la Seconde Guerre mondiale, une partie du château est occupée avant que l'ensemble ne soit revendu dans un état dégradé. En 1955, la famille Leblanc remodèle et modernise une partie des lieux en faisant réaliser une copie des lanternes en fer forgé installées par Vincent Auriol au Palais de l'Élysée, et en dessinant un nouveau parvis doté de statues d'angelots romantiques complété par un escalier à double balustrade simplifié sur la façade nord. Le parc, ceinturé par un mur d'enceinte, est divisé et ne sont conservés du jardin à l'anglaise que les chemins de traverse, demi-lunes, haies, plates-bandes de fleurs ainsi qu'une sculpture de pierre pittoresque au sud. Une surface boisée est aménagée et est bordée d'une prairie pour l'entraînement des chevaux, tandis qu'en bordure du domaine des terrains sont lotis et cédés pour être consacrés à la culture agricole. Une rénovation est assurée par la famille Pagès avant le rachat du Château par la famille Magnien-Merme en 1974. Inaccessible au public, le château renferme encore dans son parc des arbres centenaires dont une quinzaine d'Aesculus flava, différents arbres fruitiers et deux sapins du Colorado.
- Moulin de Parruey, attesté avant 1790[29] et situé au bord du Meuzin, il connaît une activité intense[30]. Doté de quatre tournants et deux turbines, il fournissait en grain l'ensemble des villages environnants.

## Héraldique
| Blason | Blasonnement : D'azur au chevron d'or accompagné de trois têtes de perdrix d'argent. |